# King Princess
King Princess, nom de scène de Mikaela Mullaney Straus, née le 19 décembre 1998 dans le quartier de Brooklyn, à New York, est une autrice-compositrice-interprète américaine.

## Biographie

### Jeunesse
Mikaela Straus naît à Brooklyn de Olivier H. Straus Jr., un ingénieur du son, et d'Agnes « Aggie » Mullaney. Ses parents divorcent alors qu'elle est encore jeune. Sa mère est d'origine irlandaise, italienne et polonaise. Ses arrière-arrière-grands-parents paternels, quant à eux, ne sont autres qu'Isidor Straus, représentant du 15e district de l’État de New York de 1894 à 1895 et copropriétaire de la chaîne de magasins Macy's, et Ida Straus ; Allemands de religion juive, ils immigrent aux États-Unis pour fuir la Rhénanie-Palatinat, à l'époque sous le règne du royaume de Bavière. Ils meurent lors du naufrage du RMS Titanic,. Mikaela passe la plus grande partie de son enfance avec son père, dans son studio d'enregistrement. Elle y apprend à jouer de nombreux instruments de musique, comme la basse, la guitare, le piano et la batterie, mais également les techniques de production musicale. C'est lors de cette période qu'elle découvre ses principales inspirations : Led Zeppelin, T. Rex et Jack White. Elle fait ses études dans un lycée privé et y prend des cours de volley-ball,. Après le lycée, Mikaela déménage à Los Angeles pour étudier dans une école de musique, mais abandonne ses études pour privilégier sa carrière musicale.

### Carrière
À l'âge de 11 ans, on offre à Mikaela Straus un contrat dans un label de musique, qu'elle refuse. Elle justifie son choix en expliquant qu'en observant d'autres artistes travaillant avec des labels dans le studio de son père, disant que ces labels modifiaient les produits des artistes, et qu'elle ne souhaitait pas signer avec un label de musique avant d'avoir trouvé ce qu'elle cherchait avec sa musique, comment elle voulait que la production soit, et avec qui elle souhaitait travailler.
En février 2018, King Princess sort son premier single, 1950,. Cette chanson est un hommage au roman de 1952 de Patricia Highsmith Carol, à la communauté LGBT et à l'amour homosexuel. La chanson est connue du grand public quand le chanteur britannique Harry Styles publie des paroles de la chanson sur Twitter. Le deuxième single de King Princess, intitulé Talia, sort en avril de la même année.
Le 15 juin 2018, elle sort son premier EP, intitulé Make My Bed.
En 2019, il est annoncé que King Princess se produira aux festivals Lollapalooza et Coachella. Elle se produit également au Glastonbury Festival, où elle est accompagnée par Mark Ronson, habillé en King Princess, pour chanter leur collaboration Pieces of Us. Le premier album de King Princess, Cheap Queen, sort le 25 octobre 2019. Le 13 novembre de la même année, il est annoncé que King Princess ferait la première partie des dates européennes de la tournée de 2020 Love on Tour de Harry Styles.
Le 23 novembre 2019, King Princess se produit lors du Saturday Night Live.

### Vie privée
Mikaela Straus est genderqueer et ouvertement lesbienne,,,. Pendant l'année 2018, elle sort avec l'actrice Amandla Stenberg. Depuis le début de l'année 2019, elle fréquente Quinn Whitney Wilson, la directrice artistique de la chanteuse Lizzo.

## Discographie

### Albums studio
| Titre         | Détails | Position classement | Position classement | Position classement | Position classement |
| Titre         | Détails | US Current          | US Heat             | US Alt              | AUS                 |
| ------------- | --- | ------------------- | ------------------- | ------------------- | ------------------- |
| Cheap Queen   | - Sortie : 25 octobre 2019 - Labels : Zelig, Columbia Records - Format : CD, téléchargement, streaming, vinyl       | 88                  | 8                   | 18                  | 41                  |
| Hold on Baby  | - Sortie : 29 juillet 2022 - Labels : Zelig, Columbia Records - Format : CD, téléchargement, streaming, vinyl       |                     |                     |                     |                     |
| Girl Violence | - Sortie : 12 septembre 2025 - Label : Section 1 / Partisan Records - Format : CD, téléchargement, streaming, vinyl |                     |                     |                     |                     |

### EPs
| Titre       | Détails                                                                      | Position |
| Titre       | Détails                                                                      | NZ Heat. |
| ----------- | ---------------------------------------------------------------------------- | -------- |
| Make My Bed | - Sortie : 15 juin 2018 - Label : Zelig - Format : téléchargement, streaming | 1        |

### Singles

#### En tant qu'artiste principale
| Titre          | Année | Position classement | Position classement | Position classement | Position classement | Position classement | Position classement | Position classement | Position classement | Album       |
| Titre          | Année | US Alt.             | AUS                 | AUT                 | BEL (FL)            | NLD                 | NZ Hot              | SWE                 | SWI                 | Album       |
| -------------- | ----- | ------------------- | ------------------- | ------------------- | ------------------- | ------------------- | ------------------- | ------------------- | ------------------- | ----------- |
| 1950           | 2018  | 17                  | 25                  | 75                  | 48                  | 83                  | —                   | 87                  | 94                  | Make My Bed |
| Talia          | 2018  | —                   | —                   | —                   | —                   | —                   | —                   | —                   | —                   | Make My Bed |
| Pussy Is God   | 2018  | —                   | —                   | —                   | —                   | —                   | 17                  | —                   | —                   | Single      |
| Cheap Queen    | 2019  | —                   | —                   | —                   | 98                  | —                   | 17                  | —                   | —                   | Cheap Queen |
| Prophet        | 2019  | —                   | —                   | —                   | —                   | —                   | 17                  | —                   | —                   | Cheap Queen |
| Ain't Together | 2019  | —                   | —                   | —                   | —                   | —                   | —                   | —                   | —                   | Cheap Queen |
| Hit the Back   | 2019  | —                   | —                   | —                   | —                   | —                   | —                   | —                   | —                   | Cheap Queen |

#### En tant que featuring
| Titre                                         | Année | Position classement | Album               |
| Titre                                         | Année | NZ Hot              | Album               |
| --------------------------------------------- | ----- | ------------------- | ------------------- |
| Pieces of Us(Mark Ronson feat. King Princess) | 2019  | 24                  | Late Night Feelings |

### Autres apparitions
| Titre                                | Année | Autres artistes | Album         |
| ------------------------------------ | ----- | --------------- | ------------- |
| Run Me Through (King Princess Remix) | 2018  | Perfume Genius  | Reshaped (EP) |